# Essegnon
Essegnon est une localité rurale dans la région de l'Agnéby-Tiassa dans le Sud de la Côte d'Ivoire. Essegnon est un village appartement au département d'Agboville et administrativement rattaché à la sous-préfecture d'Anaguié. 